# Gacher-Blick-Straße
De Gacher-Blick-Straße (L63) (tot 11 oktober 2006 Gachen-Blick-Straße) is een 5,91 kilometer lange Landesstraße (lokale weg) in het district Landeck in de Oostenrijkse deelstaat Tirol. De weg begint op de pas Pillerhöhe (1559 m.ü.A.), waar de weg uitkomt op de Piller Straße (L17). Vandaar loopt de weg in zuidelijke richting parallel aan het Oberinntal tot aan de ingang tot het Kaunertal bij Kaunerberg, waar de weg de Kaunerbergstraße (L250) kruist. Het beheer van de straat valt onder de Straßenmeisterei Ried im Oberinntal.